# Myotis pilosus
Myotis pilosus  (Peters, 1869) è un pipistrello della famiglia dei Vespertilionidi diffuso in Cina e Indocina.

## Descrizione

### Dimensioni
Pipistrello di piccole dimensioni, con la lunghezza della testa e del corpo di 65 mm, la lunghezza dell'avambraccio tra 53 e 56 mm, la lunghezza della coda tra 51 e 55 mm, la lunghezza del piede tra 15,5 e 17,5 mm, circa l'80% della tibia, la lunghezza delle orecchie tra 18 e 20 mm e un peso fino a 22 g.

### Aspetto
La pelliccia è lunga e densa. Le parti dorsali sono grigio-giallastre, con la base dei peli più scura, mentre le parti ventrali sono bianco-grigiastre, con la base dei peli più scura. Le orecchie sono lunghe, strette e arrotondate, con il margine posteriore diritto. Il trago è relativamente corto, diritto e appuntito. Le membrane alari sono attaccate sulla schiena molto vicine alla spina dorsale e posteriormente sulle caviglie. I piedi sono enormi, lunghi circa quanto la tibia, con gli artigli fortemente ricurvi e ricoperti di peli. Gli arti inferiori sono ricoperti di piccoli peli. L'estremità della lunga coda fuoriesce dall'ampio uropatagio, il quale è ricoperto alla base di piccoli peli. Il calcar è sottile. Il cranio è lungo e stretto, la cresta sagittale è bassa, la bolla timpanica piccola. Gli incisivi esterni superiori sono forniti di cuspidi ben sviluppate.
Il cariotipo è 2n=44 FNa=50-52.

### Ecolocazione
Emette ultrasuoni a basso ciclo di lavoro sotto forma di impulsi di breve durata a frequenza modulata iniziale di 70,84 kHz, finale di 27,68 kHz e massima energia a 41,6 kHz.

## Biologia

### Comportamento
Si rifugia all'interno delle grotte.

### Alimentazione
Si nutre di piccoli pesci, in particolare di Zacco platypus, Carassius auratus, Phoxinus lagowskii e di coleotteri, lepidotteri, omotteri, efemerotteri, emitteri, ditteri ed imenotteri. Mediamente la dieta è composta per il 60% di pesci e per il resto di insetti.

### Riproduzione
Gli accoppiamenti avvengono in autunno, anche durante i periodi di ibernazione. Le femmine danno alla luce uno o talvolta due piccoli alla volta in primavera.

## Distribuzione e habitat
Questa specie è diffusa nelle province cinesi di Anhui, Pechino, Fujian, Guangdong, Guangxi, Shandong, Shanxi, Yunnan, Zhejiang, Jiangxi, isola di Hainan; Laos centrale e Vietnam settentrionale e centro-occidentale.
Gli individui dell'isola di Hainan sono relativamente più piccoli e potrebbero appartenere ad una forma distinta.
Vive in prossimità dei corsi d'acqua vicino ad ammassi calcarei e nelle foreste secondarie.

## Conservazione
La IUCN Red List, considerato che questa specie ha un habitat abbastanza particolare, il quale è seriamente minacciato in Cina e che la popolazione è diminuita del 30% negli ultimi 15 anni a causa dell'inquinamento delle acque, classifica M.pilosus come specie prossima alla minaccia di estinzione (Near Threatened).